# Jadir Macedo

Jadir Macedo, nas comemorações do primeiro Dia de Minas, em 1980.

Jadir Macedo (Cachoeira do Brumado, 4 de outubro de 1926 - Mariana, 14 de março de 1991) foi um político marianense, atuou como vereador e prefeito do município. Sua gestão ficou marcada pela preservação do patrimônio histórico.

## Política
Foi vereador em duas ocasiões: 1955 - 1958, ocupando a vice-presidência da Câmara em 1958; e de 1959 - 1962, ocupando a vice-presidência da Câmara em 1959 e 1960.
Jadir Macedo (ARENA) foi eleito prefeito em 1977, contando com o importante apoio do atual prefeito à época, João Ramos Filho. João Ramos tinha sido prefeito entre 1973 e 1977, se consolidando como uma forte liderança local. Com o apoio de Ramos, Macedo conseguiu ser eleito com expressivos 53,5% dos votos. Todavia, posteriormente a posse, os dois se desintenderam, gerando uma cisão política em Mariana.
Seu último cargo público foi o de vice-prefeito de Mariana, de 1990 a 1991, na gestão de Cássio Brigolli Neme (PFL), tendo falecido no cargo.

### Ações no executivo municipal

Genenal Figueiredo, presidente do Brasil, e Tancredo Neves, governador de Minas Gerais, visitam Mariana, para entregar a reforma do antigo Seminário Menor de Mariana.

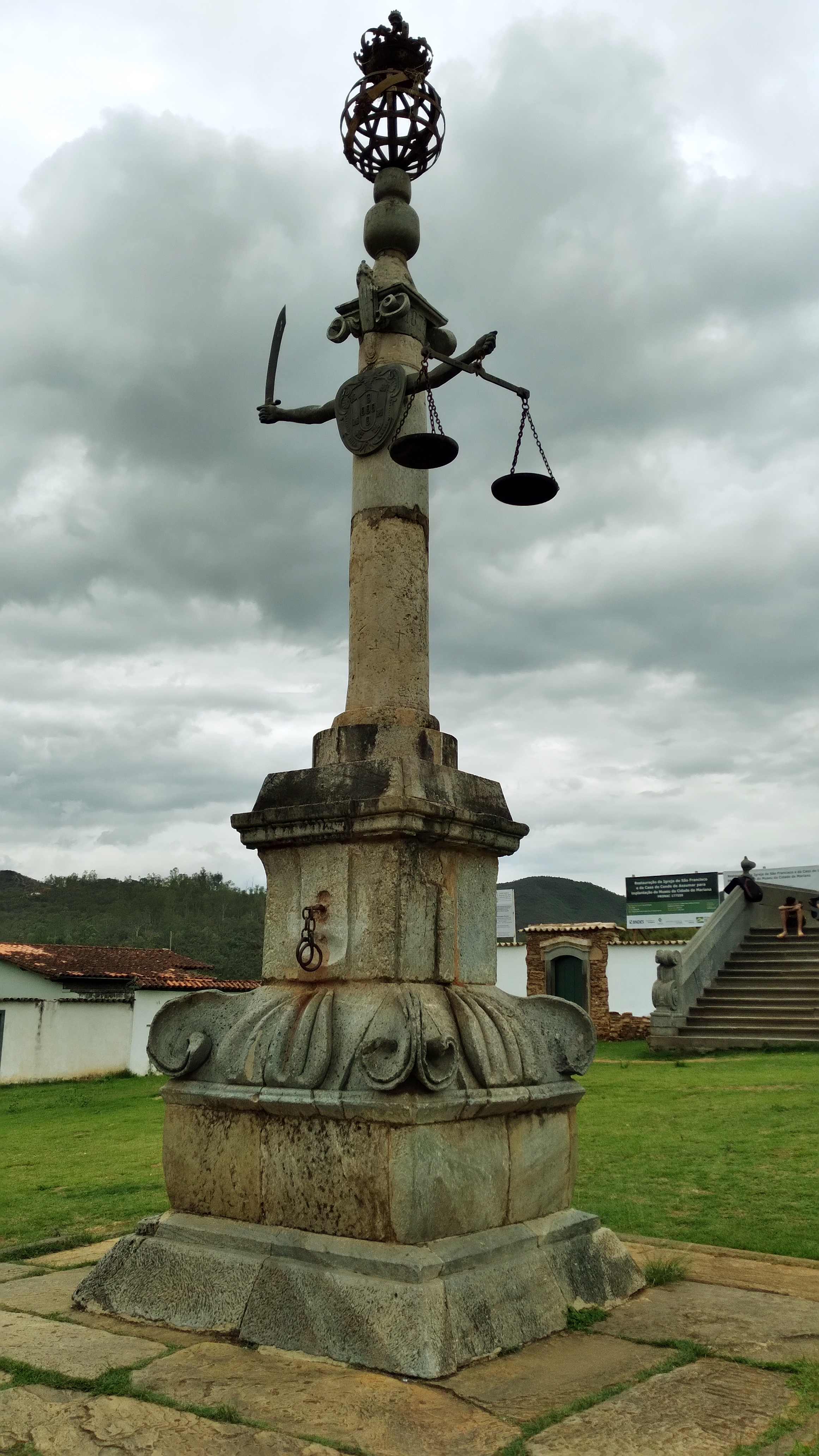
Pelourinho de Mariana, reinstalado na gestão de Jadir Macedo.

Como prefeito, conduziu uma intensa política de reconhecimento e preservação do patrimônio histórico municipal. Proibiu o tráfego de caminhões e carretas de minérios dentro do centro histórico da cidade. Construindo uma rota que circulava a cidade, protegendo os casarões, os templos religiosos e as ruas coloniais.
Também foi o responsável pela reforma e restauro de diversos prédios históricos. Como por exemplo, o antigo Seminário Menor de Mariana, atual Instituto de Ciências Humanas e Sociais, que foi restaurado, com o apoio da Fundação Roberto Marinho. Também reinstalou o pelourinho de Mariana e instituiu o Dia de Minas.
Teve diversas ações em Bento Rodrigues. Levou luz eletrica ao distrito e amplicou a Escola Estadual de Bento Rodrigues, para expandir a sua área de atuação. A dita escola foi destruida com o rompimento da barragem do Fundão.

#### Pelourinho
O pelourinho de Mariana foi erguido em 1750, com a elevação do povoado a condição de vila, e demolido em 1871, pelas ações do movimento abolicionista de Mariana, e pela promulgação da Lei do Ventre Livre. Naquela época os jornais marianenses liberais já tratavam o pelourinho como um elemento de tortura, como um marco da selvageria. O dito pelourinho foi preservado, desmontado, e reconstruido durante a gestão de Jadir Macedo, sendo instalado na Praça Minas Gerais.

#### Dia de Minas
A ideia teria partido do Roque Camêllo, presidente da Academia Marianense de Letras, que havia pensado na criação de uma data cívica estadual, que rememoraria a importância histórica marianense. A lei previa a transferência simbolica da capital mineira para Mariana, visto que a cidade tinha sido a primeira vila, cidade, bispado e capital de Minas Gerais. A proposta foi votada pela Assembleia Legislativa de Minas Gerais, sendo aprovada em 1979, e depois sancionada pelo governador Francelino Pereira.
A partir desta data civica, em 1980, Jadir Macedo criou a Medalha do Dia de Minas, que seria concedida, anualmente, em 16 de julho, para personalidades que contribuem com o desenvolvimento mineiro.

## Homenagens
No distrito de Monsenhor Horta foi criada a Escola Municipal Jadir Macedo, e, na Vila do Carmo, há a rua prefeito Jadir Macedo.